# Đỏ yên chi
 #960018 

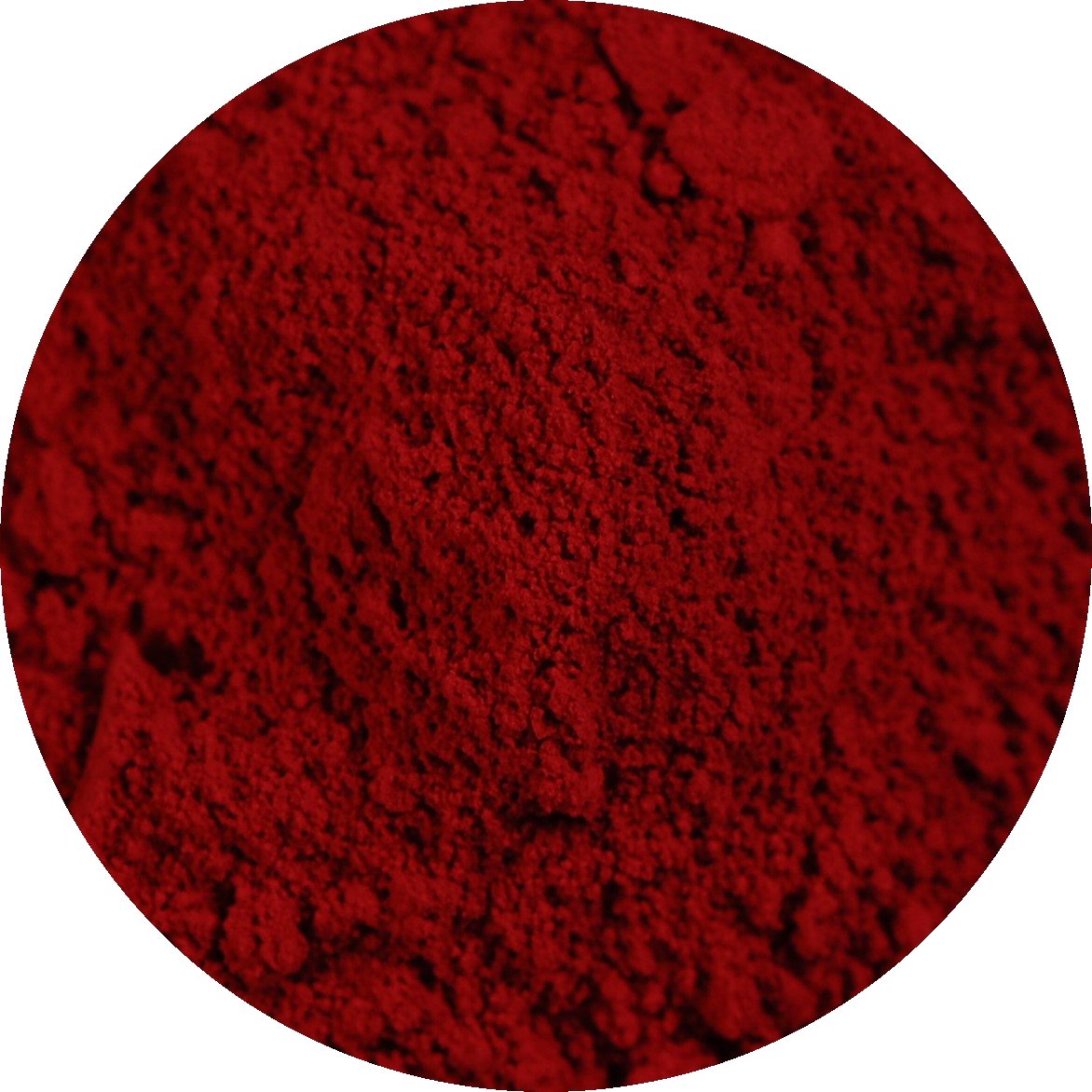
Đỏ yên chi

Màu đỏ yên chi là chất màu có màu đỏ sáng thu được từ rệp son (Dactylopius coccus), và nó là thuật ngữ chung cho các màu sắc đỏ thẫm cụ thể nào đó.
Nó có thể được chế ra bằng cách cô đặc (sắc) rệp son với nước sôi và sau đó xử lý dung dịch trong suốt với phèn chua, kem tartar (muối tartarat kali, KHC4H4O6), chloride thiếc II, hay ôxalat kali; các chất màu có trong chất lỏng sẽ kết tủa. Các phương pháp khác cũng được sử dụng; đôi khi lòng trắng trứng, bột nhão cá, hay giêlatin được bổ sung trước khi cho kết tủa.
Chất lượng của chất màu yên chi bị ảnh hưởng bởi nhiệt độ và độ chiếu sáng trong quá trình kết tủa, ánh sáng mặt trời là cần thiết để sản xuất bột màu có sắc màu chói. Nó cũng khác nhau về màu theo tỷ lệ oxide nhôm trong đó. Nó đôi khi được pha trộn với chất màu đỏ son,hồ và các chất liệu khác; từ những hỗn hợp này chất màu đỏ yên chi có thể được tách ra bằng cách hòa tan nó trong amonia. Chất liệu màu yên chi tốt có thể dễ dàng bóp vụn bằng các ngón tay khi khô.

## Thành phần hóa học

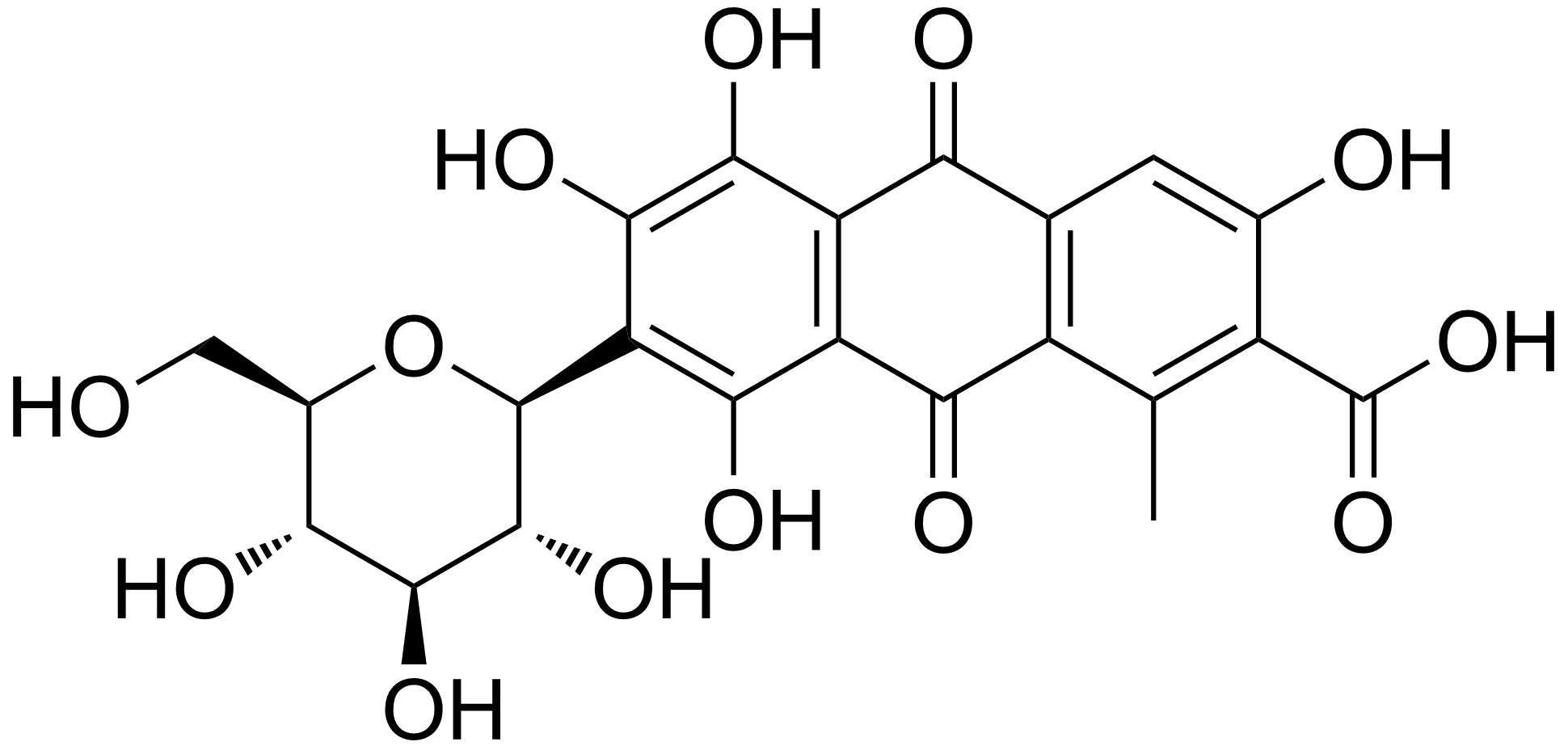
Acid carminic

Về phương diện hóa học, chất liệu màu yên chi là hỗn hợp của acid carminic với oxide nhôm, vôi sống và một vài acid hữu cơ khác. Màu đỏ yên chi chủ yếu là do acid carminic và thành phần này đôi khi được chiết ra để sử dụng như là chất liệu màu nguyên chất. Chất liệu màu yên chi được sử dụng trong sản xuất các loại hoa giả,màu nước, phấn, mỹ phẩm và mực màu đỏ thắm cũng như để sơn các vật nhỏ. Chất màu yên chi là chất màu thu được bằng cách bổ sung oxide nhôm tinh khiết để sắc bọ yên chi.

## Tọa độ màu
Số Hex = #960018

RGB  (r, g, b)   = (150, 0, 24)

CMYK (c, m, y, k)  = (41, 100, 91, 0)

HSV (h, s, v) = (350, 100, 59)